# Incredible Crew
Incredible Crew est une série télévisée comique, créée par Nick Cannon, initialement diffusée entre le 24 janvier 2013 et le 11 avril 2013 sur la chaîne de télévision Cartoon Network aux États-Unis. Cannon a créé la série au début de 2012, et un extrait a été initialement diffusé le 31 décembre 2012. La série est classée TV-PG aux États-Unis pour humour adulte. Le 29 juillet 2013, Incredible Crew est supprimée de l'antenne par Cartoon Network.

## Scénario
Incredible Crew est une série télévisée comique live-action créé par le producteur Nick Cannon. Les épisodes se constituent d'actes d'humour absurde, de blagues en caméra cachée, de vidéoclips musicaux, et de parodies commerciales. Incredible Crew met en scène six jeunes acteurs et humoristes dont Shauna Case (American Horror Story), Shameik Moore (Joyful Noise), Tristan Pasterick (invité, I'm in the Band : Ma vie de rocker), Chanelle Peloso (Level Up), Jeremy Shada (Adventure Time), et Brandon Soo Hoo (Supah Ninjas). Nick Cannon est le producteur exécutif d'Incredible Crew aux côtés de Michael Goldman et Scott Tomlinson. La série fut produite par Cartoon Network Studios en association avec N'Credible Entertainment. Selon Michael Goldman et Scott Tomlinson, plus de 330 sketches ont été créés et sélectionnés avec soin pour la série.

## Distribution
- Nick Cannon - annonceur
- Shauna Case - propre rôle
- Shameik Moore - propre rôle
- Tristan Pasterick - propre rôle
- Chanelle Peloso - propre rôle
- Jeremy Shada - propre rôle
- Brandon Soo Hoo - propre rôle

## Musiques
En plus de le thème d'ouverture de la série, WaterTower Music a commercialisé deux albums inspirés des musiques de la série. Le premier album, intitulé Incredible Crew: Music From the Television Show (Vol. 1), est commercialisé dans les marchés nord-américains le 5 mars 2013, et le second, intitulé Incredible Crew: Music From the Television Show (Vol. 2), est commercialisé le 23 avril 2013. Ces musiques sont mises à disposition sur le site iTunes. Le générique d'ouverture a été composé par Nick Cannon et Kevin Writer.

## Accueil
Emily Ashby du site Common Sense Media attribue trois étoiles sur cinq à la série notant « cette série de sketches de Nick Cannon devrait divertir les enfants. »
| Date | Récompense         | Catégorie                                           | Nomination                                                                                    | Résultat   | Réf.  |
| ---- | ------------------ | --------------------------------------------------- | --------------------------------------------------------------------------------------------- | ---------- | ----- |
| 2013 | Young Artist Award | Groupe de jeunes comédiens dans une série télévisée | Shauna Case, Shameik Moore, Tristan Pasterick, Chanelle Peloso, Jeremy Shada, Brandon Soo Hoo | Nomination | [ 8 ] |